# Iharosberény
Iharosberény là một thị trấn thuộc hạt Somogy, Hungary. Thị trấn này có diện tích 49,66 km², dân số năm 2010 là 1253 người, mật độ 25 người/km².